# Dywizja Kawalerii (Carstwo Bułgarii)
Dywizja Kawalerii (bułg. Кавалерийска дивизия) – bułgarski związek taktyczny okresu Księstwa i Trzeciego Carstwa z lat 
Sformowana w 1891 w składzie czterech pułków kawalerii. W 1916 rozformowana.  

## Formowanie i zmiany organizacyjne
W grudniu 1903 podjęto decyzję o reorganizacji jednostek kawalerii. Zmiany w jej składzie zapoczątkowało sformowanie dwóch brygad, które posiadały w swoim składzie po dwa pułki kawalerii i utworzenie na bazie dywizjonu lejbgwardii kolejnego pułku. W 1907 zwiększono liczbę pułków kawalerii do dziesięciu i powołano do życia trzeciej brygady kawalerii. Tym sposobem Inspektoratowi Kawalerii podlegały trzy brygady, pułk lejbgwardii oraz utworzona w Sofii w 1899 Szkoła Kawalerii i stadnina w Bożuriszte.

Na początku lipca 1914 w sztabie Armii Bułgarskiej rozpoczęto prace nad uaktualnieniem planów mobilizacyjnych. Na podstawie wytycznych w sprawie mobilizacyjnego rozwinięcia jednostek z marca 1915, na bazie Inspektoratu Kawalerii miał zostać sformowany sztab Dywizji Kawalerii w składzie trzech brygad kawalerii i baterii artylerii konnej. Pierwszym dniem mobilizacji był 24 września 1915.
Po zmobilizowaniu, będąc w składzie 2 Armii gen. lejt. Todorowa, dywizja została rozmieszczona południowym odcinku granicy bułgarsko-serbskiej.

W połowie października 1915 rozpoczęła się operacja owczopolska w całości zaplanowana i kierowana przez bułgarską Kwaterę Główną. 2 Armia już po dwóch dniach walk w pasie nadgranicznym przełamała pozycje Serbów i przeszła do natarcia siłami dwóch dywizji w pierwszym rzucie. Dywizja Kawalerii osiągnęła rzekę Wardar i zdobyła Wełes. Inne dywizje armii również odnotowały sukcesy. Tym sposobem 2 Armia wykonała postawione przed nią zadanie i zeszła w dolinę rzeki Wardar.
W związku z zagrożeniem, jakie powstało po wylądowaniu w Salonikach jednostek brytyjsko-francuskiego korpusu ekspedycyjnego, 2 Armia została podzielona na dwie części. Dywizja Kawalerii znalazła się w jej lewym skrzydle, a jej zadaniem było zabezpieczenie południowego odcinka frontu od strony Grecji.
Na początku 1916, po konferencji w Niszu, dowództwo niemieckie wycofało gros swoich jednostek z Bałkanów, a wojska bułgarskie zostały rozmieszczone nad granicą grecką blokując oddziały Ententy zgrupowane w Salonikach. Na prawym skrzydle zgrupowania obronnego znajdowała się  2 Armia bułgarska w składzie 7 Rilskiej DP, 11 Macedońskiej DP i 2 Brygady Piechoty z 3 Bałkańskiej DP oraz Dywizji Kawalerii. Dowodzenie 2 Armią bułgarską pozostawało w gestii Kwatery Głównej Armii Bułgarskiej.
Wiosną 1916 przeprowadzona została reorganizacja jednostek kawalerii. Na początku kwietnia 1916 podjęto decyzję o rozformowaniu Dywizji Kawalerii i sformowaniu w jej miejsce 1 Dywizji Kawalerii w składzie: 1., 4. i nowo powstała 5 Brygada Kawalerii oraz 2 Dywizji Kawalerii złożonej z 2. i 3 Brygady Kawalerii.

## Struktura organizacyjna
Stan w 1907:
- dowództwo dywizji – Sofia
- 1 Brygada Kawalerii – Sofia
- 2 Brygada Kawalerii – Płowdiw
- 3 Brygada Kawalerii – Szumen